# Atletismo nos Jogos Pan-Americanos de 1987 - Salto triplo masculino
A prova do salto triplo masculino nos Jogos Pan-Americanos de 1987 foi realizada em 10 de agosto em Indianápolis, Estados Unidos.

## Medalhistas
| Ouro                               | Prata                           | Bronze                       |
| Mike Conley Sr. USA Estados Unidos | Willie Banks USA Estados Unidos | Frank Rutherford BAH Bahamas |

## Resultados
| Posição           | Nome                 | Nacionalidade      | Marca | Notas |
| ----------------- | -------------------- | ------------------ | ----- | ----- |
| Medalha de ouro   | Mike Conley Sr.      | USA Estados Unidos | 17.31 |       |
| Medalha de prata  | Willie Banks         | USA Estados Unidos | 16.87 |       |
| Medalha de bronze | Frank Rutherford     | BAH Bahamas        | 16.68 |       |
| 4                 | Edrick Floréal       | CAN Canadá         | 16.55 |       |
| 5                 | Steve Hanna          | BAH Bahamas        | 16.47 |       |
| 6                 | Jorge Reyna          | CUB Cuba           | 16.36 |       |
| 7                 | Francisco dos Santos | BRA Brasil         | 16.19 |       |
| 8                 | Ernesto Torres       | PUR Porto Rico     | 15.87 |       |
| ?                 | Devon Hyde           | Belize             | 14.91 | NR    |